# Psychotria rosacea
Psychotria rosacea är en måreväxtart som beskrevs av Julian Alfred Steyermark. Psychotria rosacea ingår i släktet Psychotria och familjen måreväxter. Inga underarter finns listade i Catalogue of Life.